# Селдовія (Аляска)
Селдовія (англ. Seldovia) — місто (англ. city) в США, в Боро Кенай штату Аляска. Населення — 235 осіб (2020).

## Географія
Селдовія розташована за координатами 59°26′23″ пн. ш. 151°42′42″ зх. д. / 59.43972° пн. ш. 151.71167° зх. д. (59.439715, -151.711736).  За даними Бюро перепису населення США в 2010 році місто мало площу 1,45 км², з яких 0,95 км² — суходіл та 0,51 км² — водойми.

### Клімат
| Клімат : Селдовія       | Клімат : Селдовія | Клімат : Селдовія | Клімат : Селдовія | Клімат : Селдовія | Клімат : Селдовія | Клімат : Селдовія | Клімат : Селдовія | Клімат : Селдовія | Клімат : Селдовія | Клімат : Селдовія | Клімат : Селдовія | Клімат : Селдовія | Клімат : Селдовія |
| Показник                | Січ.              | Лют.              | Бер.              | Квіт.             | Трав.             | Черв.             | Лип.              | Серп.             | Вер.              | Жовт.             | Лист.             | Груд.             | Рік               |
| Середній максимум, °C   | −0,7              | 0,2               | 2,1               | 5,7               | 10,4              | 14,0              | 16,3              | 15,9              | 12,2              | 6,7               | 1,8               | 0,3               | 7,1               |
| Середня температура, °C | −3,4              | −2,6              | −1,1              | 2,2               | 6,6               | 10,2              | 12,7              | 12,2              | 8,9               | 3,7               | −0,8              | −2,4              | 3,9               |
| Середній мінімум, °C    | −6,1              | −5,4              | −4,2              | −1,2              | 2,6               | 6,4               | 9,2               | 8,4               | 5,6               | 0,6               | −3,4              | −5,1              | 0,6               |
| Абсолютний мінімум, °C  | −31,1             | −28,3             | −22,8             | −14,4             | −2,8              | 1,1               | −0,6              | −6,7              | −17,8             | −21,7             | −26,7             | −31,1             | −31,1             |
| Норма опадів, мм        | 109               | 81                | 83                | 55                | 37                | 33                | 54                | 73                | 94                | 90                | 111               | 174               | 994               |
| ----------------------- | ----------------- | ----------------- | ----------------- | ----------------- | ----------------- | ----------------- | ----------------- | ----------------- | ----------------- | ----------------- | ----------------- | ----------------- | ----------------- |
| Джерело:                |                   |                   |                   |                   |                   |                   |                   |                   |                   |                   |                   |                   |                   |

## Демографія
Згідно з переписом 2010 року, у місті мешкало 255 осіб у 121 домогосподарстві у складі 66 родин. Густота населення становила 176 осіб/км².  Було 218 помешкань (150/км²).
Расовий склад населення:
| - 72,5 % — білих - 13,7 % — корінних американців - 1,2 % — чорних або афроамериканців - 1,2 % — азіатів |

До двох чи більше рас належало 11,4 %. Частка іспаномовних становила 3,9 % від усіх жителів.
За віковим діапазоном населення розподілялося таким чином: 20,0 % — особи молодші 18 років, 62,0 % — особи у віці 18—64 років, 18,0 % — особи у віці 65 років та старші. Медіана віку мешканця становила 48,2 року. На 100 осіб жіночої статі у місті припадало 104,0 чоловіків;  на 100 жінок у віці від 18 років та старших — 114,7 чоловіків також старших 18 років.
Середній дохід на одне домашнє господарство  становив 61 096 доларів США (медіана — 46 875), а середній дохід на одну сім'ю — 79 249 доларів (медіана — 64 375). За межею бідності перебувало 9,5 % осіб, у тому числі 20,6 % дітей у віці до 18 років та 2,9 % осіб у віці 65 років та старших.
Цивільне працевлаштоване населення становило 108 осіб. Основні галузі зайнятості: освіта, охорона здоров'я та соціальна допомога — 18,5 %, науковці, спеціалісти, менеджери — 16,7 %, будівництво — 16,7 %.